# Agrostis salaziensis
Agrostis salaziensis é uma espécie de gramínea do gênero Agrostis, pertencente à família Poaceae.